# Сады Верхней Барракки
Сады Верхней Барракки (мальт. Il-Barrakka ta' Fuq) — городской парк в Валлетте, Мальта. Схож с Садами Нижней Барракки, расположенными в том же городе. Из парка открывается панорамный вид на Великую гавань.
Сады расположены на верхнем ярусе Бастиона святых Петра и Павла, который был построен в 1560-х годах. На нижнем уровне бастиона находится Салютирующая батарея. Парковые террасы были построены в 1661 году итальянцем Фра Фламинио Бальбани. Изначально они были покрыты крышей, но она была демонтирована после Мятежа священников в 1775 году.
Сначала парк служил местом отдыха рыцарей госпитальеров, но после окончания Французской оккупации Мальты в 1800 году он стал доступен для публики.
В парке есть несколько памятников и мемориалов известных людей, в том числе Джеральда Стрикленда, Томаса Мейтленда и Уинстона Черчилля. Копия статуи Гавроша мальтийского скульптора Антонио Шортино также находится в саду (оригинал размещён в Национальном музее изобразительных искусств).
Это самая высокая точка города, поэтому с её крайней террасы открывается вид на Великую гавань, Три города, а также на верфь и нижележащие части столицы.
Сады соединены с рвом Валлетты и близлежащим причалом Ласкари лифтом Барракки. Первый лифт на этом месте был построен в 1905 году, но был закрыт в 1973 году и демонтирован в 1983 году. Этот лифт можно увидеть действующим в британском приключенческом фильме «Песчаный вихрь» 1968 года. 15 декабря 2012 года был открыт новый лифт.

## Дальнейшее чтение
- Некоторые общественные памятники Валлетты 1800-1955